# Merumea coccocypseloides
Merumea coccocypseloides är en måreväxtart som beskrevs av Julian Alfred Steyermark. Merumea coccocypseloides ingår i släktet Merumea och familjen måreväxter. Inga underarter finns listade i Catalogue of Life.